# ガヤー
ガヤー（ヒンディー語: गया、IAST: Gayā）はインドのビハール州マガダ地方ガヤー県の都市であり、ガヤー県の県都である。パトナの南116キロメートルに位置する。ビハール州で2番目に大きな都市で、人口は47万839人（2011年現在）である。町は三方を低い岩山で囲まれ、東部にはパルグ川が流れる。
ガヤーは歴史的に重要な都市であり、インドの主要な観光地のひとつである。ジャイナ教、ヒンドゥー教、仏教の聖地であり、『ラーマーヤナ』と『マハーバーラタ』の二大叙事詩で言及されている。ラーマ、シーター、ラクシュマナはここで父のダシャラタ王のためにピンダ・ダーン（पिण्ड दान）という供犠を行い、今もヒンドゥー教がピンダ・ダーンを行う巡礼地となっている。ブッダガヤは釈迦成道の地と伝えられ、仏教の四大聖地のひとつである。ブッダガヤの大菩提寺はユネスコの世界遺産に指定されている。

## 名称
『ヴァーユ・プラーナ』によれば、ガヤという名前のアスラが苦行を行い、ヴィシュヌの祝福を受けて身体が浄められた。ガヤーの風景をなす岩山はガヤの身体が変化したものと伝えられる。

## 歴史
プラーナ文献によると、『リグ・ヴェーダ』3.53にも言及されているキーカタ王国はガヤーの近くにあったとされる。
ガヤーは古い都市であり、釈迦は今のガヤーの町の16キロメートル南に位置するブッダガヤで悟りを得て仏陀になったとされる。それ以前からガヤーは巡礼地として知られ、『ラーマーヤナ』ではラーマがパルグ川（ナイランジャナー川）のほとりに来て、妻および弟とともに父王ダシャラタの魂のモークシャを祈ってピンダ・ダーンの供犠を行った。『マハーバーラタ』ではガヤーはガヤープリーの名で言及されている。
マガダ地方に興隆したシャイシュナーガ朝、ナンダ朝、マウリヤ朝のもとでガヤーは繁栄した。アショーカ王は仏教の庇護者であり、ガヤーを訪れている。グプタ朝のサムドラグプタのもとでガヤーは脚光を浴び、グプタ朝時代のビハール地方の中心都市となった。8世紀にガヤーはパーラ朝の支配下にはいった。今のブッダガヤの大菩提寺の建物は、パーラ朝を立てたゴーパーラの子であるダルマパーラによって建設されたと考えられている。12世紀にガズナ朝のムハンマド・バフティヤール・ハルジーに侵略された。1557年にムガル帝国の支配下となった。1764年のブクサールの戦いでイギリス領インド帝国の支配下にはいった。1947年に独立したインドに所属した。
フランシス・ブキャナン (Francis Buchanan-Hamilton) の記述によると、19世紀はじめにおいてガヤーの町は南北2つの部分に分けられていた。南部は聖地であり、北部は世俗的な地域で、ブキャナンによるとイスラム教徒はおそらくアラーハーバードと呼んでいたようであり、19世紀後半のイギリス統治下において世俗的な地域は正式にサーヘブ・ガンジと呼ばれた。
1936年に全インド農民組合（キサーン・サバー）を設立したサハジャーナンド・サラスワティはガヤーのネーヤーマトプルにアーシュラマ（庵）を開き、この地は後にビハール解放運動の中心地となった。インド国民会議の重要なメンバーの多くがキサーン・サバーの指導者であったヤドゥナンダン・シャールマに会うためにアーシュラマを訪れた。
ガヤーはインド独立運動において重要な役割を果たした。1922年12月26日から31日まで、インド国民会議の第37回会議がガヤーで開催された。

## 行政
1864年までガヤーはビハール県およびラームガル県（今のジャールカンド州の県）に属していた。1865年10月3日にガヤーはビハール県に所属した。1981年、ビハール州政府はマガダ地方を設立した。同地方はガヤー県、ナワーダー県、アウランガーバード県、ジャハーナーバード県から構成されるが、この4県はいずれも旧ガヤー県の一部だった。ナワーダー県とアウランガーバード県は1973年にガヤー県から分かれ、ジャハーナーバード県は1988年に分かれた。現在ガヤー県の面積は4976平方キロメートルである。
ガヤー・ナガル・ニガム（गया नगर निगम）がガヤーの都市部自治体である。その長であるガヤー市長はガヤーの社会基盤、公共施設を管理する。2021年現在市長はヴィレーンドラ・クマール、副市長はモーハン・シュリーヴァースタヴである。

## 経済
ガヤーはパトナに次ぐビハール州第2の経済力を持つ。ガヤーの中心的産業は農業であり、米、小麦、ジャガイモ、レンズマメが主要な作物である。家畜では牛、水牛、ヤギ、ブタを飼育する。ガヤーには多くの家内工業があり、線香（アガルバティ）、菓子のティルクット (Tilkut) とライ、石造物、織物、衣服、小規模工業製品、プラスチック製品を作っている。小規模産業にはまた農具、金属加工、機械類の製造・修理が含まれる。ケーダールナートの市場はガヤーの主要な野菜市場である。商業活動は幹線道路沿いに行われる。ガヤーにはまた大量の非公式の商店がある。ガヤーが宗教的旅行の中心地であるため、宿泊施設は発達している。
2015年1月、インドの遺産都市開発拡大ヨージャナ (HRIDAY) の対象となる12都市のひとつにガヤーが選ばれた。

## 文化
ガヤーはヒンドゥー教の聖地であり、寺院には多数のヒンドゥー教の神々が像や絵画や彫刻によって表されている。特に重要なのはパルグ川とヴィシュヌパド寺 (Vishnupad Temple, Gaya) に代表されるヴィシュヌにまつわる場所である。ヴィシュヌパド寺には玄武岩に彫られたヴィシュヌの巨大な足跡がある。ガヤーはラーマ、シーター、ラクシュマナが父のダシャラタ王のためにピンダ・ダーンの供犠を行った場所であり、現在に至るまでピンダ・ダーンの祭儀を行うための重要な場所であり続けている。
ガヤーはシュラッダの儀礼（祖先とくに死んだ親のためのヒンドゥー教の祭礼）を行うのに最適の場所とされる。ヒンドゥー教では事故死したり、浄化の儀式が行われずに死んだり、野獣に殺されたりした場合には地獄に落ちるが、ガヤーにおいてシュラッダを行った場合には魂は地獄の痛苦を免れて天上に行くことができるとされている。
近郊のボード・ガヤー（ブッダガヤ）はヒンドゥー教の町の中心であるガヤーと区別するためにこの名が付けられた。釈迦が悟りを得た地として仏教の四大聖地のひとつとされる。ブッダガヤの大菩提寺は2002年にユネスコの世界遺産に指定された。

## 気候
ガヤーは三方を丘に囲まれ、東は川で隔たれている。ケッペンの気候区分ではCwa（温帯夏雨気候）に属する。
| ガヤー (1981–2010, 最大最小値は 1901–2009)の気候 | ガヤー (1981–2010, 最大最小値は 1901–2009)の気候 | ガヤー (1981–2010, 最大最小値は 1901–2009)の気候 | ガヤー (1981–2010, 最大最小値は 1901–2009)の気候 | ガヤー (1981–2010, 最大最小値は 1901–2009)の気候 | ガヤー (1981–2010, 最大最小値は 1901–2009)の気候 | ガヤー (1981–2010, 最大最小値は 1901–2009)の気候 | ガヤー (1981–2010, 最大最小値は 1901–2009)の気候 | ガヤー (1981–2010, 最大最小値は 1901–2009)の気候 | ガヤー (1981–2010, 最大最小値は 1901–2009)の気候 | ガヤー (1981–2010, 最大最小値は 1901–2009)の気候 | ガヤー (1981–2010, 最大最小値は 1901–2009)の気候 | ガヤー (1981–2010, 最大最小値は 1901–2009)の気候 | ガヤー (1981–2010, 最大最小値は 1901–2009)の気候 |
| 月                                               | 1月                                              | 2月                                              | 3月                                              | 4月                                              | 5月                                              | 6月                                              | 7月                                              | 8月                                              | 9月                                              | 10月                                             | 11月                                             | 12月                                             | 年                                               |
| ------------------------------------------------ | ------------------------------------------------ | ------------------------------------------------ | ------------------------------------------------ | ------------------------------------------------ | ------------------------------------------------ | ------------------------------------------------ | ------------------------------------------------ | ------------------------------------------------ | ------------------------------------------------ | ------------------------------------------------ | ------------------------------------------------ | ------------------------------------------------ | ------------------------------------------------ |
| 最高気温記録 °C （°F）                           | 31.7 (89.1)                                      | 36.1 (97)                                        | 42.1 (107.8)                                     | 45.0 (113)                                       | 47.1 (116.8)                                     | 47.9 (118.2)                                     | 43.7 (110.7)                                     | 42.3 (108.1)                                     | 42.3 (108.1)                                     | 37.2 (99)                                        | 35.0 (95)                                        | 31.1 (88)                                        | 47.9 (118.2)                                     |
| 平均最高気温 °C （°F）                           | 23.0 (73.4)                                      | 26.7 (80.1)                                      | 32.8 (91)                                        | 38.7 (101.7)                                     | 39.8 (103.6)                                     | 37.8 (100)                                       | 33.4 (92.1)                                      | 32.9 (91.2)                                      | 32.6 (90.7)                                      | 31.6 (88.9)                                      | 28.8 (83.8)                                      | 24.9 (76.8)                                      | 31.9 (89.4)                                      |
| 平均最低気温 °C （°F）                           | 8.7 (47.7)                                       | 11.6 (52.9)                                      | 16.1 (61)                                        | 21.8 (71.2)                                      | 25.4 (77.7)                                      | 26.7 (80.1)                                      | 25.6 (78.1)                                      | 25.4 (77.7)                                      | 24.6 (76.3)                                      | 20.5 (68.9)                                      | 14.2 (57.6)                                      | 9.7 (49.5)                                       | 19.2 (66.6)                                      |
| 最低気温記録 °C （°F）                           | 1.5 (34.7)                                       | 2.7 (36.9)                                       | 7.8 (46)                                         | 12.9 (55.2)                                      | 14.1 (57.4)                                      | 18.3 (64.9)                                      | 16.7 (62.1)                                      | 18.5 (65.3)                                      | 17.5 (63.5)                                      | 12.2 (54)                                        | 6.1 (43)                                         | 1.4 (34.5)                                       | 1.4 (34.5)                                       |
| 雨量 mm （inch）                                 | 13.9 (0.547)                                     | 16.0 (0.63)                                      | 10.7 (0.421)                                     | 11.3 (0.445)                                     | 32.5 (1.28)                                      | 157.6 (6.205)                                    | 306.0 (12.047)                                   | 266.0 (10.472)                                   | 177.3 (6.98)                                     | 56.0 (2.205)                                     | 9.5 (0.374)                                      | 4.9 (0.193)                                      | 1,061.6 (41.795)                                 |
| 平均降雨日数                                     | 1.2                                              | 1.4                                              | 1.0                                              | 1.0                                              | 2.5                                              | 7.1                                              | 14.2                                             | 13.6                                             | 8.8                                              | 2.5                                              | 0.6                                              | 0.5                                              | 54.4                                             |
| % 湿度                                           | 55                                               | 47                                               | 31                                               | 25                                               | 35                                               | 54                                               | 76                                               | 77                                               | 76                                               | 66                                               | 56                                               | 58                                               | 54                                               |
| 出典：インド気象局                               |                                                  |                                                  |                                                  |                                                  |                                                  |                                                  |                                                  |                                                  |                                                  |                                                  |                                                  |                                                  |                                                  |

## 人口
| ガヤーの宗教                               | ガヤーの宗教 | ガヤーの宗教 | ガヤーの宗教 | ガヤーの宗教 |
| ------------------------------------------ | ------------ | ------------ | ------------ | ------------ |
| 宗教                                       |              |              | 百分率       |              |
| ヒンドゥー教                               | ヒンドゥー教 |              | 79.43%       | 79.43%       |
| イスラム教                                 | イスラム教   |              | 19.65%       | 19.65%       |
| キリスト教                                 | キリスト教   |              | 0.26%        | 0.26%        |
| ジャイナ教                                 | ジャイナ教   |              | 0.24%        | 0.24%        |
| その他†                                    | その他†      |              | 1.42%        | 1.42%        |
| 宗教分布 †シク教(0.09%)、仏教(0.02%)を含む |              |              |              |              |

1872年の第1回国勢調査においてガヤーの人口は68,843人だった。2011年の国勢調査ではガヤー都市人口集中地帯の人口は47万839人だった。ガヤー都市人口集中地帯にはガヤー自治体、カーレル、パハールプルが含まれる。ガヤー自治体の人口は46万8614人で、24万7572人が男性、22万1042人が女性だった。男女比率は男性1000人に対して女性986人になる。5歳未満の人口は5万9669人だった。7歳以上の識字率は85.74%だった。

## 交通
コルカタとデリーを結ぶ大幹道はガヤーから約30キロメートル離れたドービーおよびバーラーチャッティーを通っている。2010年までインド国道2号線として知られていたが、現在は国道19号線と名前が改められている。ほかに国道22号線でパトナと、国道120号線でナワーダー、ラージギル、ビハール・シャリーフと結ばれている。2014年にパトナからガヤーを経由してドービーに出る道とガヤーとビハール・シャリーフを結ぶ4車線の高速道路を建設する工事がはじまった。2018年に完成する予定だったが遅れている。
ハウラーとニューデリーを結ぶ鉄道ががガヤー・ジャンクション駅を通っている。
ガヤー空港はビハール州およびジャールカンド州にある2つの国際空港のひとつであり、パトナのジャイプラカーシュ空港についで2番目に忙しい空港である。ガヤー空港は主にスリランカのコロンボ、タイのバンコク、シンガポール、ブータンのパロから訪れる仏教巡礼者のための季節的航空便を運航している。また国内のヴァーラーナシー、コルカタ、デリーとの間に定期便を運航している。ガヤー空港はまたビハール州で唯一イスラム教徒のハッジのためのサウジアラビアのメッカ・マディーナへの直通便を運航している。